# 双(三苯基膦)叠氮化亚铵
双(三苯基膦)叠氮化亚铵是一种有机磷化合物，化学式为(C36H30NP2)N3。它可由氨基三苯基叠氮化鏻在200~210 °C热分解得到，或由双(三苯基膦)氯化亚铵和碱金属叠氮化物的复分解反应制得。它和氢溴酸或高氯酸反应，可以得到相应的溴化物或高氯酸盐。它可用于制备一些叠氮配合物。